# Âge apostolique

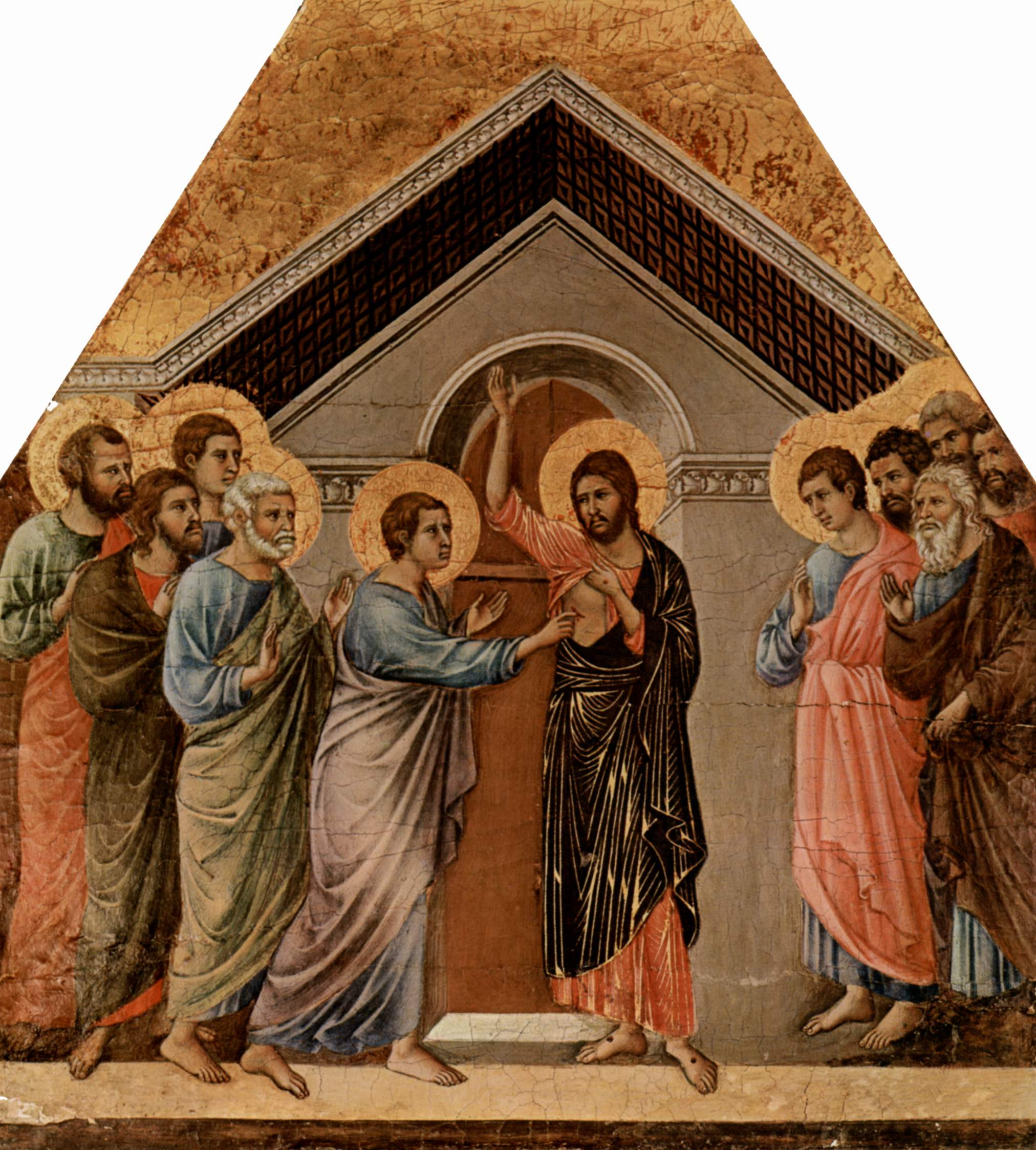
Jésus apparaissant à ses Apôtres, dont Thomas l'incrédule, après sa Résurrection. Tableau de Duccio.

L'Âge apostolique de l'histoire du christianisme est traditionnellement la période des douze apôtres, allant de la Grande Mission des apôtres par le Christ ressuscité à Jérusalem vers 33 jusqu'à la mort du dernier d'entre eux, considérée comme étant celle de Jean en Anatolie vers 100.

## Jalons historiques
Traditionnellement, il est posé que les Apôtres se sont dispersés depuis Jérusalem (en), fondant les sièges apostoliques. Cette période revêt une importance particulière dans la tradition chrétienne en tant qu'âge des disciples directs de Jésus-Christ. Les Actes des Apôtres et les épîtres de Paul constituent les principales sources pour l'histoire de l'« Âge Apostolique », bien qu'elles soient fragmentaires et que leur exactitude historique soit parfois remise en question.
Selon la plupart des spécialistes, les disciples de Jésus venaient principalement des sectes juives apocalyptiques de la fin de la période du Second Temple du Ier siècle. Certains groupes paléochrétiens étaient strictement juifs, comme les ébionites et les dirigeants de l'Église débutante de Jérusalem, collectivement appelés judéo-chrétiens. Pendant cette période, ils furent dirigés par Jacques le Juste. Paul de Tarse, communément appelé saint Paul, persécuta les premiers judéo-chrétiens comme saint Étienne, puis se convertit et adopta le titre d'« Apôtre des Gentils », parmi lesquels il commença à faire du prosélytisme. Il a convaincu les dirigeants de l'Église de Jérusalem de permettre aux païens de s'abstenir de la plupart des commandements juifs au Concile de Jérusalem, ce qui peut être parallèle aux[pas clair] lois noahides dans le judaïsme rabbinique.
Selon l’Oxford Dictionary of the Christian Church, l'influence de Paul sur la pensée chrétienne est plus importante que celle de tout autre auteur du Nouveau Testament. La nature de sa relation avec le judaïsme est encore discutée aujourd'hui. Après la destruction du Second Temple en 70 lors de la Première Guerre judéo-romaine, ou au plus tard après la révolte de Bar Kokhba de 132, Jérusalem cessa d'être le centre de l'Église chrétienne, ses évêques devenant suffragants (subordonnés) du Métropolite de Césarée. Au IIe siècle, le christianisme s'est établi comme une religion distincte de la Loi mosaïque. Elle s'étendit dans tout l'Empire romain et au-delà.

## Signification

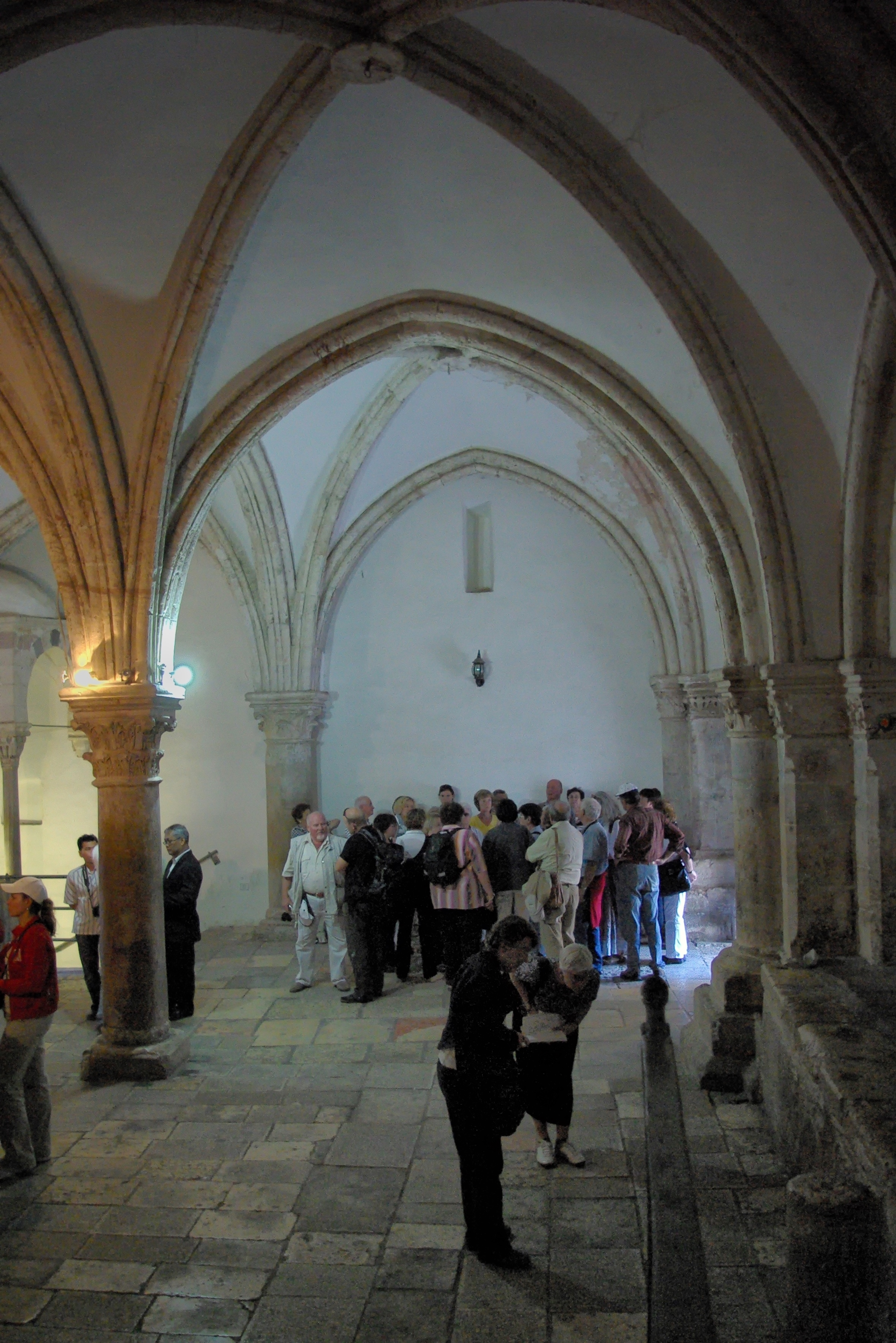
Le Cénacle sur le Mont Sion, lieu prétendu de la Cène et de la Pentecôte. Bargil Pixner affirme que l'église des Apôtres des origines est située sous la structure actuelle.

La période apostolique, entre les années 30 et 100, produit des écrits attribués aux disciples directs de Jésus-Christ. Elle est traditionnellement associée aux apôtres, d'où les noms de « temps apostoliques » et « écrits apostoliques ». Les livres du Nouveau Testament sont liés par l'Église primitive aux apôtres. L'érudition libérale moderne a jeté le doute sur la paternité de certains livres du Nouveau Testament. La plupart des historiens convient que ces livres ont été écrits durant cette période. Dans l'histoire traditionnelle de l'Église chrétienne, l'histoire de l'Église tout entière est fondée sur l'Âge Apostolique .
L'Âge Apostolique est particulièrement important pour le restaurationisme, qui prétend qu'il représente une forme plus pure du christianisme qui doit être restaurée pour l'Église contemporaine.
Le caractère unique des écrits du Nouveau Testament est mis en évidence par la rareté de la forme littéraire[Laquelle ?] dans des écrits ultérieurs. Une fois que le canon du Nouveau Testament a commencé à prendre forme, le style[Lequel ?] cesse progressivement d'être utilisé. Les écrits non canoniques persistèrent un temps, avant de s'éteindre. La littérature patristique précoce est dominée par l'apologétique et permet l'utilisation d'autres formes littéraires empruntées à des sources non chrétiennes.

## Les premiers dirigeants

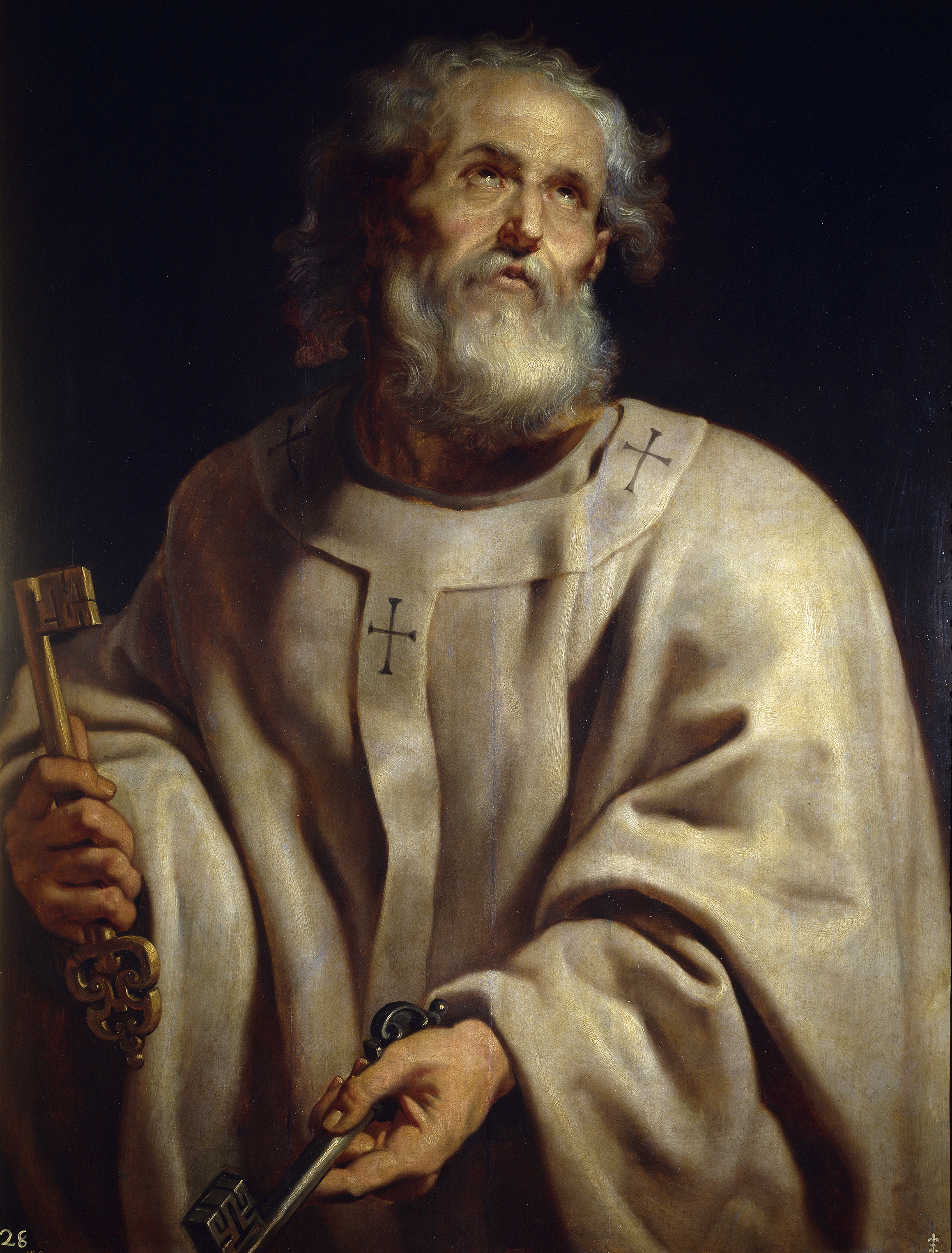
Saint Pierre, par Rubens.

Les proches de Jésus vécurent à Nazareth à partir du Ier siècle. Certains d'entre eux furent des premiers chrétiens éminents. Parmi ceux cités dans le Nouveau Testament, se trouvent sa mère et quatre de ses frères : Jacques, Siméon, Joseph et Jude. Selon les Évangiles, une partie de la famille s'est opposée à la mission de Jésus. Les proches de Jésus ont occupé une position particulière dans l'Église primitive, soulignée par la direction de Jacques à Jérusalem.
Selon le théologien allemand du XIXe siècle F. C. Baur, le christianisme primitif a été dominé par le conflit entre Pierre, qui était observateur de la Loi mosaïque, et Paul qui préconisait la liberté partielle ou même complète de la Loi. Le conflit théologique entre Paul et Pierre est enregistré dans le Nouveau Testament et il a été largement discuté dans l'Église primitive.
Le spécialiste James D. G. Dunn a proposé que Pierre ait fait le lien ( le "pont") entre les deux autres dirigeants de premier plan : Paul et Jacques le Juste. Paul et Jacques étaient tous deux fortement identifiés par leurs propres "marques" du christianisme. Pierre a montré sa volonté de défendre son identité juive, contrairement à Paul, latin. Il s'est montré à l'écoute des demandes de la communauté chrétienne la plus large, contrairement à Jacques. Ainsi, Pierre est devenu la force unificatrice de l'Église.

## Milieu juif
Selon les spécialistes modernistes de la critique radicale qui a émergé depuis le XVIIIe siècle dans l'Europe protestante, le christianisme primitif était une foi eschatologique juive. Les Actes des Apôtres rapportent que les premiers disciples ont continué à fréquenter quotidiennement le Temple et à pratiquer la bénédiction traditionnelle juive du foyer. D'autres passages des Évangiles reflètent un respect similaire de la piété juive traditionnelle comme le jeûne, le respect de la Torah (communément traduite par « la Loi » dans les traductions anglophones de la Bible) et le respect des jours saints juifs. La première forme de la religion de Jésus s'explique mieux dans ce contexte.
Il y avait de grandes variations locales. Jésus était un juif pieux, adorant le Dieu juif, prêchant des interprétations de la loi juive et accepté comme le Messie juif par ses disciples. Les partisans de la critique radicale affirment qu'indépendamment de la façon dont s'interprète la mission de Jésus, il doit être compris dans son contexte comme un juif de Palestine du Ier siècle,. Les christianismes orthodoxe et catholique, y compris les Pères de l'Église, tendent à distinguer nettement entre Israël (dont l'Église prétend être l'héritière) et les pharisiens (c'est-à-dire les « Juifs », ancêtres du judaïsme rabbinique moderne), et à se concentrer sur la nature divine de Jésus.

### Climat religieux
Le climat religieux de la Judée du Ier siècle était très divers, avec de nombreuses variantes de la doctrine judaïque, de nombreuses tentatives pour mettre en place une communauté sainte idéale et des idées divergentes sur les espoirs futurs d'Israël[pas clair]. Les spécialistes modernes placent le judaïsme rabbinique normatif après l'époque de Jésus (voir aussi Synode de Jamnia). Les pharisiens étaient une secte et n'avaient pas l'influence écrasante qui leur est traditionnellement attribuée dans la Judée du Ier siècle. L'historien antique Flavius Josèphe distingue quatre groupes de premier plan dans le judaïsme de l'époque : les pharisiens, les sadducéens, les esséniens et les zélotes. Jésus a traité avec une variété de sectes, particulièrement en discutant la loi avec les pharisiens et en débattant de la résurrection des corps avec les sadducéens. Jésus est aussi directement associé à Jean le Baptiste, souvent associé aux esséniens.

### Relations avec les esséniens
Des spécialistes comme James Tabor (en) affirment que les esséniens et les premiers chrétiens avaient un certain nombre de croyances similaires. Les esséniens pratiquaient le baptême, croyaient en une Nouvelle Alliance, étaient messianiques et croyaient être les derniers fidèles qui préparaient le règne de la gloire de Dieu. Ils désignaient leur groupe par des noms utilisés ensuite par les chrétiens, comme la Voie et les Saints. Jésus prêcha des doctrines similaires à la Halakha des esséniens. Ils ont suivi un chef charismatique qui s'opposa aux pharisiens et fut peut-être tué à leur instigation. Jean le Baptiste semble être apparu dans ce contexte.
Certains chercheurs, comme Carsten Peter Thiede, contestent cette présentation. Les dirigeants chrétiens n'avaient pas besoin de visiter Qumran pour entendre parler des croyances esséniennes et lire leurs textes. Les divers groupes juifs, y compris les chrétiens et les esséniens, étaient reliés entre eux et adoptèrent simultanément certaines pratiques et croyances, tout en en rejetant d'autres. Bien qu'il existe certaines similitudes, il y a aussi beaucoup de différences. Des parallèles similaires peuvent également être établis entre les premiers chrétiens et les pharisiens, et d'autres sectes juives. Beaucoup de caractéristiques de la foi chrétienne n'ont pas d'échos dans les textes de Qumrân. Celles qui en possèdent sont fondamentalement distinctes des pratiques et des croyances des Esséniens. L'acte du baptême pénitentiel de Jean, notamment, ne ressemble guère aux rituels baptismaux quotidiens des esséniens.

## Conversion des premiers Gentils

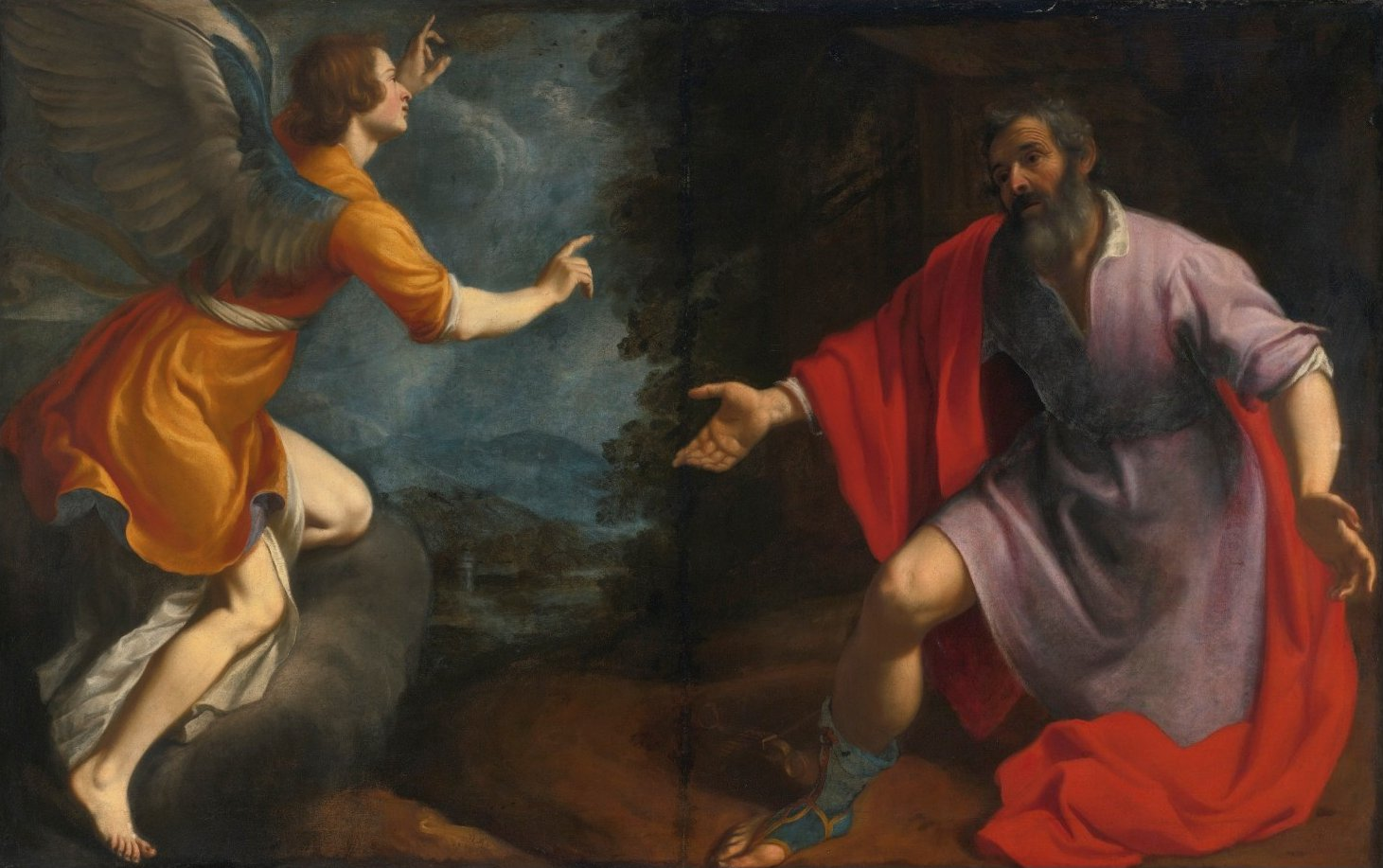
La Vision du centurion Corneille par Zanobi Rosi (1577-1621).

Le centurion Romain Corneille, de Césarée, est traditionnellement considéré comme le premier Gentil converti. Sa conversion, relatée dans les Actes des apôtres (Actes 10), a une grande importance. Corneille a été cité par Pierre et Jacques lors de leur plaidoyer pour l'inclusion des Gentils au Concile de Jérusalem. Sa conversion est largement considérée comme ayant été le début d'une mission plus large à destination des païens, qui allaient finir par éclipser les juifs parmi les chrétiens.
L'histoire de la conversion de Corneille est thématiquement liée, et parallèle, aux histoires des conversions des Samaritains, de Paul de Tarse et d'un eunuque éthiopien dans les Actes. L'Éthiopien était un étranger et un castrat, dont la présence dans l'assemblée du culte aurait été interdite selon la loi de Moïse (Deutéronome 23. 1). Ceci est cohérent avec le thème de Luc, qui préconise une foi et mission « universelles ». Dans l'Antiquité, l'Éthiopie était considérée comme l'extrémité sud du monde. La conversion de l'Éthiopien peut donc être interprétée comme un accomplissement partiel de la mission présentée au début des Actes d'apporter l'évangile « jusqu'aux extrémités de la Terre » (Actes 1. 8).
Certains chercheurs affirment que l'eunuque éthiopien est le premier converti Gentil, et que ceux qui refusent cette conclusion le font pour préserver l'interprétation traditionnelle de Corneille comme le premier converti. Quel que soit le premier converti, cet épisode représente le point de vue de Luc sur la manière de transmettre (par l'intermédiaire de Philippe) l'Evangile « aux extrémités de la Terre » et la mission à destination des païens était lancée.

## La controverse de la circoncision

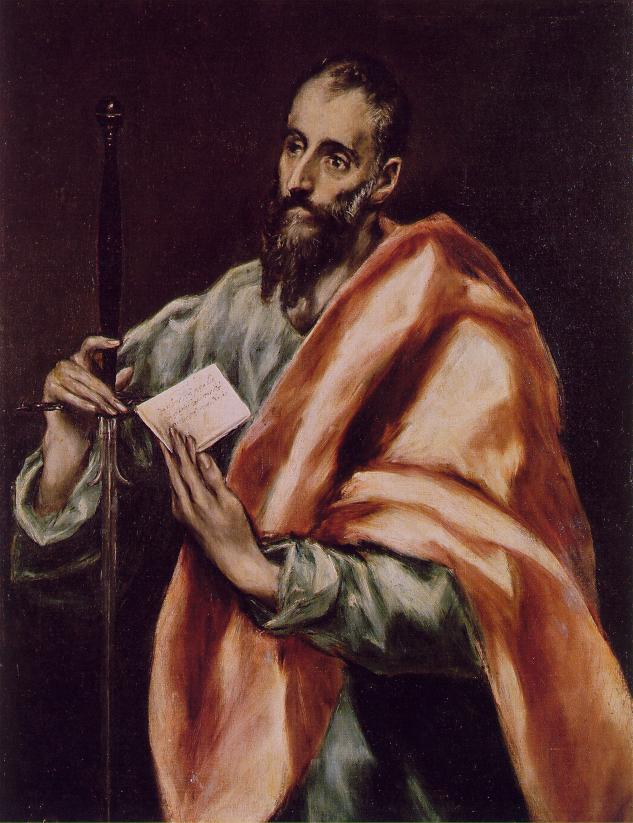
Saint Paul, par El Greco (vers 1608-1614).

Le différend sur le respect, ou non, de la loi mosaïque suscite une vive polémique dans le christianisme primitif. Cela est particulièrement vrai au milieu du Ier siècle, quand la controverse de la circoncision est venue au premier plan. Alister McGrath affirme que la plupart des judéo-chrétiens étaient des juifs religieux totalement fidèles, qui différaient des autres par leur acceptation de Jésus comme le Messie. Ils croyaient que la circoncision et les autres exigences de la loi mosaïque étaient nécessaires pour le salut. Les païens convertis en nombre croissant se sont trouvés sous pression des chrétiens juifs pour être circoncis selon la tradition abrahamique. La question a été abordée lors du Concile de Jérusalem, où Saint Paul a soutenu que la circoncision n'était pas une pratique nécessaire, avec le soutien oral de Pierre, comme le relate Actes 15. Cette position a reçu un large soutien et a été résumée dans une lettre distribuée à Antioche.
Bien que la question ait été théoriquement résolue, elle a continué à être débattue parmi les chrétiens. Quatre ans après le Concile de Jérusalem, Paul a écrit aux Galates sur cette question, qui était devenue une grave controverse dans leur région. Un mouvement en plein essor, de judaïsants, qui prônaient le respect des lois traditionnelles mosaïques, dont la circoncision. Selon McGrath, Paul a identifié Jacques le Juste comme soutien de ce mouvement. Paul considérait celui-ci comme une grave menace pour sa doctrine du salut par la foi et a abordé la question avec beaucoup de détails dans Galates 3.

## L'Église apostolique à Jérusalem
En 66, les Juifs se sont révoltés contre Rome. Rome assiégea Jérusalem et la ville tomba en septembre 70. La ville fut détruite, y compris l'immense Temple, et la population fut, pour la plupart, tuée ou déportée. Selon Épiphane de Salamine, le Cénacle aurait survécu au moins jusqu'à la visite d'Hadrien en 130. Une population dispersée survécut. Traditionnellement, les chrétiens de Jérusalem auraient attendus la fin des guerres judéo-romaines à Pella dans la Décapole. Le Sanhédrin reforma le judaïsme à Jamnia. Les prophéties de la destruction du Second Temple se trouvent dans les évangiles synoptiques, et font partie des arguments de la théologie de la substitution. Après la révolte de Bar Kokhba, Hadrien exclut tous les Juifs de Jérusalem, qui a été rebaptisée Ælia Capitolina, raison pour laquelle tous les évêques ultérieurs de Jérusalem sont des Gentils.

## Les chrétiens de saint Thomas
L'apôtre Thomas aurait apporté le christianisme au sud de la Côte de Malabar, en Inde, censément en 52 et de cette venue provient le christianisme thomasien. Ces chrétiens syro-malabars (ou nasranis) conservèrent une identité chrétienne unique jusqu'à l'arrivée des Portugais au XVIIe siècle.